# Parafia Najświętszego Serca Pana Jezusa w Piecach
Parafia Najświętszego Serca Pana Jezusa w Piecach – rzymskokatolicka parafia w Piecach. Należy do dekanatu zblewskiego diecezji pelplińskiej.
Parafia została erygowana aktem biskupa chełmińskiego z dnia 16 grudnia 1922 r.
Do parafii należą miejscowości: Iwiczno, Łążek, Młyńsk, Frank, Dąbrowa, Czechowo, Biedaczek, Kamienna Karczma, Trzechowo.

## Historia parafii
Budowę kościoła z inicjatywy ks. dr Konstantyna Kreffta, proboszcza parafii zblewskiej,  rozpoczęto wmurowaniem kamienia węgielnego w dniu 16 lipca 1911 r., na wzgórzu zwanym Czubnicą. Projektantem neobarokowego kościoła był architekt Franz Kunst, który również pełnił nadzór nad jego budową.
Kościół jest wybudowany z ciosanego kamienia, cegły i piaskowca. Do kościoła przybudowana jest wieża o wysokości 28 m, z dachem hełmiastym, krytym blachą. Obok wieży wybudowana została plebania, która poprzez zakrystię ma połączenie z kościołem.
Poświęcenia kościoła dokonał w dniu 3 sierpnia 1913 roku ks. radca Mateusz Splonskowski z Byszewa. Również w roku 1913 założony został przy kościele cmentarz parafialny.
Konsekracji kościoła w dniu 15 lipca 1928 r. dokonał ks. biskup Stanisław Wojciech Okoniewski, natomiast ołtarz główny został konsekrowany dopiero w sierpniu 1932 r.

W kościele znajdują się dwie kaplice; Matki Boskiej Bolesnej i Matki Boskiej Częstochowskiej.

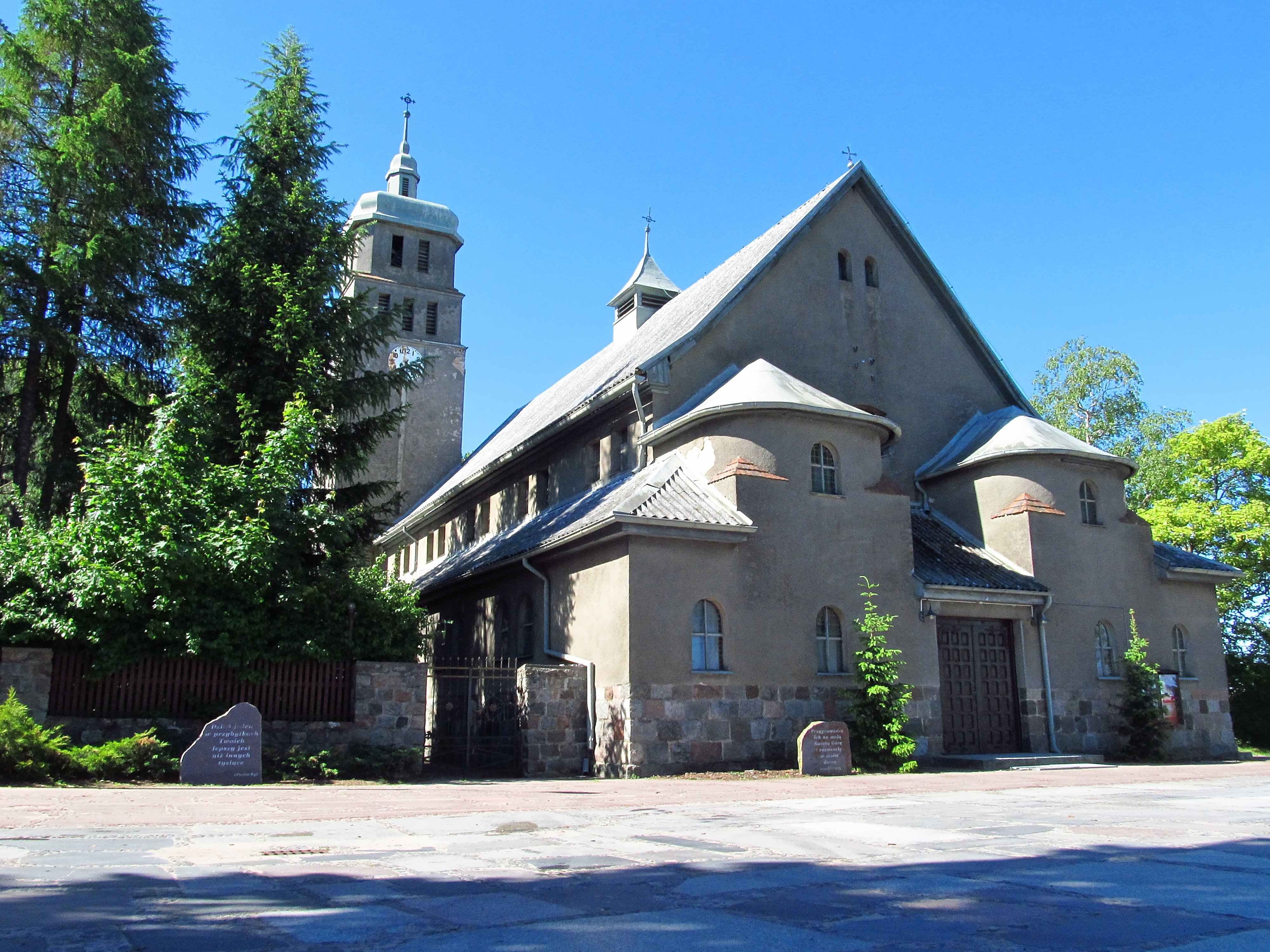
Na wzgórzu Czubnica znajduje się kościół

Działania wojenne pod koniec wojny nie ominęły także kościoła. Jego wieża stanowiła bowiem dobry punkt obserwacyjny dla Niemców broniących tego terenu, wobec czego wojska sowieckie ostrzałem artyleryjskim uszkodziły znaczną część wieży i dachu kościoła. Zniszczeniu uległo również wnętrze świątyni oraz ołtarz główny. Przy odbudowie kościoła i wieży zmodyfikowano kształt hełmu wieńczącego wieżę.

## Lata powojenne
Pierwszym powojennym administratorem kościoła został ks. Maksymilian Machajewski, który przystąpił do odbudowy kościoła. Pracami budowlanymi kierował Florian Cywiński z Kalisk.
Na wieży zostały zamontowane dwa dzwony: "Najświętszego Serca Pana Jezusa" oraz "Serce Maryi". W 1961 roku zostały przebudowane przez Józefa Molina z Odrów organy Walckera, zbudowane w 1914 r. Ołtarz główny pochodzący z 1913 r. jest zbudowany z piaskowca i drewna, natomiast ołtarz znajdujący się w przedniej części prezbiterium, przy którym odprawiane są obecnie msze św., został wykonany w 2004 r. z marmuru indyjskiego. Droga krzyżowa pochodzi z 1916 r. a odnowiona i oprawiona w ramy została w 1946 r.

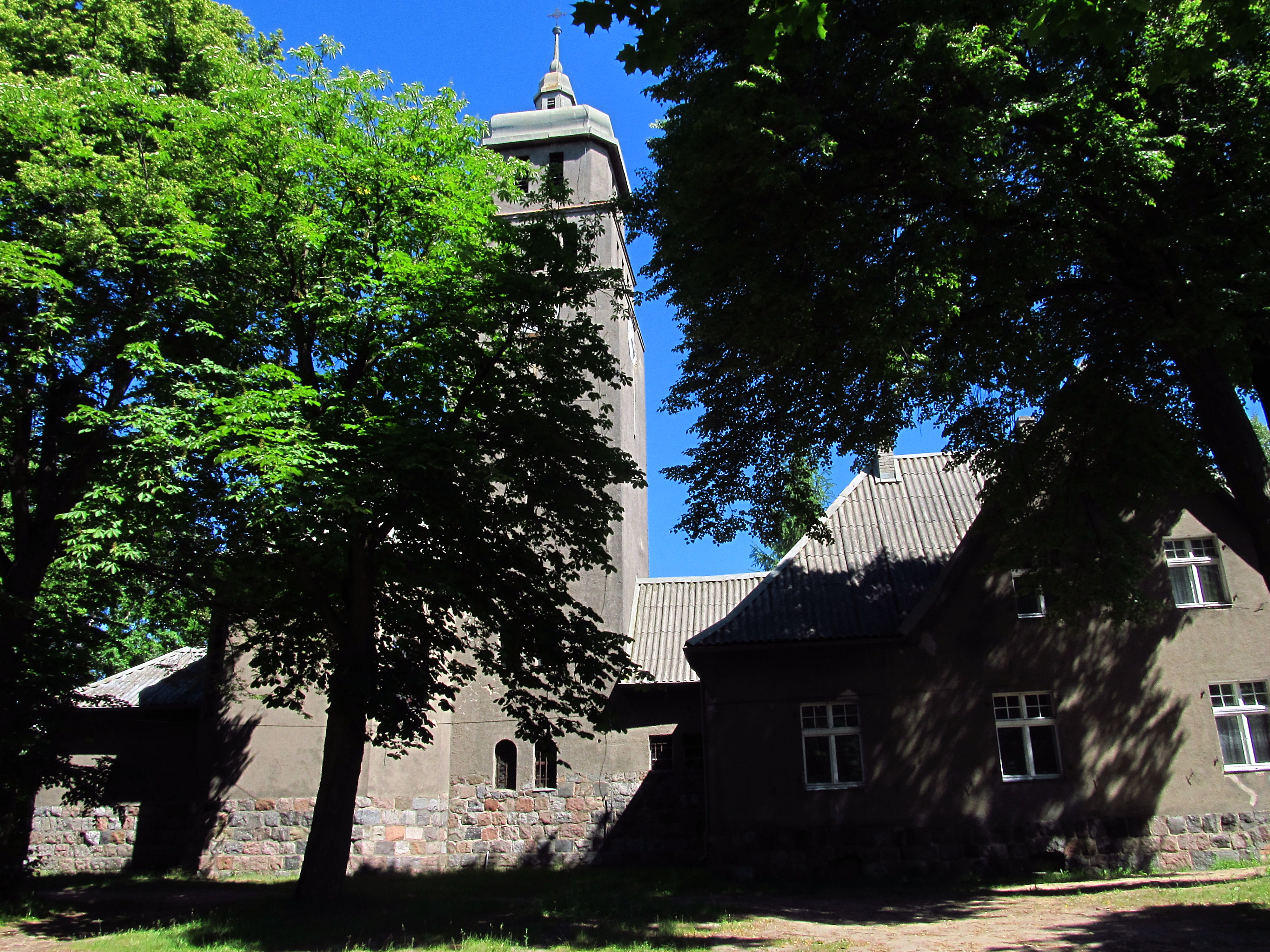
Kościół Parafialny w Piecach 01

Stojąca w kościele drewniana chrzcielnica została wykonana w 1913 r.
W kwietniu 1979 r. od parafii w Piecach odłączony został kościół w Hucie Kalnej, stając się samodzielną parafią św. Józefa.
Przy parafii działa dziecięcy i młodzieżowy zespół "Cor Jesu", założony w 1999 r., uświetniający swymi występami wszystkie większe uroczystości i wydarzenia w parafii.